# Jesús Pedroche
Jesús Pedroche Nieto (Lugo, 27 de febrero de 1961) es un político español del Partido Popular. Es miembro del Opus Dei

## Biografía
Licenciado en Derecho por la Universidad Complutense de Madrid (1984), su carrera política comienza en 1983, al ingresar en la organización Nuevas Generaciones de la entonces Alianza Popular. Tras su paso por la Comisión Permanente del Consejo de la Juventud de España, en 1987, con tan sólo 26 años, es elegido Diputado de la Asamblea de Madrid. Conservó su escaño hasta 2003.
Entre 1987 y 1993 fue miembro del Consejo de Administración del Telemadrid. Ese mismo año, fue designado Senador (1993-1995) y dos años más tarde, Alberto Ruiz-Gallardón lo nombra Consejero de Presidencia del Gobierno de la Comunidad de Madrid, cargo que ostenta hasta 1999. En la V Legislatura (1999-2003) fue Presidente de la Asamblea de Madrid.
Elegido Concejal del Ayuntamiento de Madrid en 2003, renunció a su acta el 7 de junio de ese año, tras hacerse pública la sentencia del Tribunal Constitucional que declaraba improcedente el despido de su secretaria personal, pocos días después de haber conocido que estaba embarazada, hecho acaecido ocho años antes.
Es miembro numerario del Opus Dei.
Tras su paso por la política, se ha dedicado a la abogacía y fue miembro del Consejo de Administración de la Caja de Ahorros y Monte de Piedad de Madrid, hasta que en junio de 2012 fue obligado a dimitir por el presidente de la entidad, junto con el resto de consejeros. Ha sido imputado por la Audiencia Nacional junto con toda la junta directiva, por falsedad contable con el fin de captar inversión y administración desleal. El juicio sigue su curso (información de 2014).
En la actualidad, trabaja en el sector privado, en los programas de empleabilidad de la Universidad Internacional de La Rioja.
El 3 de octubre de 2018 fue condenado a diez meses de prisión por el Tribunal Supremo por un gasto de 132.193 euros en el caso de las tarjetas 'black' de Cajamadrid. 